# Temelucha minima
Temelucha minima är en stekelart som först beskrevs av Tohru Uchida 1932.  Temelucha minima ingår i släktet Temelucha och familjen brokparasitsteklar. Inga underarter finns listade i Catalogue of Life.